# Siddipet
Siddipet è una suddivisione dell'India, classificata come municipality, di 61.650 abitanti, situata nel distretto di Medak, nello stato federato del Telangana. In base al numero di abitanti la città rientra nella classe II (da 50.000 a 99.999 persone).

## Geografia fisica
La città è situata a 18° 6' 0 N e 78° 50' 60 E e ha un'altitudine di 474 m s.l.m..

## Società

### Evoluzione demografica
Al censimento del 2001 la popolazione di Siddipet assommava a 61.650 persone, delle quali 30.980 maschi e 30.670 femmine. I bambini di età inferiore o uguale ai sei anni assommavano a 7.736, dei quali 3.930 maschi e 3.806 femmine. Infine, coloro che erano in grado di saper almeno leggere e scrivere erano 42.580, dei quali 24.168 maschi e 18.412 femmine.